# Femmine del mare (film 1945)
Femmine del mare (Rough, Tough and Ready ) è un film del 1945 diretto da Del Lord.

## Trama
Un sommozzatore che gestisce una compagnia di salvataggio marittimo si arruola dopo l'attacco di Pearl Harbor. Gode di una giocosa rivalità con il suo migliore amico per le donne, in particolare per quanto riguarda il comproprietario della società di salvataggio che è entrato a far parte dei WAC.